# Challenger de Recanati 2015
El torneo Guzzini Challenger 2015 es un torneo profesional de tenis. Pertenece al ATP Challenger Series 2015. Se disputó su 13.ª edición sobre superficie dura, en Recanati, Italia entre el 20 al el 26 de julio de 2015.

## Jugadores participantes del cuadro de individuales
| Favorito | País                | Jugador               | Rank1 | Posición en el torneo |
| -------- | ------------------- | --------------------- | ----- | --------------------- |
| 1        | Bandera de Lituania | Ričardas Berankis     | 83    | FINAL                 |
| 2        | Bandera de Bélgica  | Ruben Bemelmans       | 96    | Cuartos de final      |
| 3        | Bandera de Polonia  | Michał Przysiężny     | 140   | Semifinales           |
| 4        | Bandera de Rusia    | Alexander Kudryavtsev | 146   | Primera ronda         |
| 5        | Bandera de Alemania | Peter Gojowczyk       | 157   | Segunda ronda         |
| 6        | Bandera de Japón    | Hiroki Moriya         | 164   | Primera ronda         |
| 7        | Bandera de Bélgica  | Niels Desein          | 170   | Primera ronda, retiro |
| 8        | Bandera de Hungría  | Márton Fucsovics      | 185   | Semifinales           |

- 1 Se ha tomado en cuenta el ranking del 13 de julio de 2015.

### Otros participantes
Los siguientes jugadores recibieron una invitación (wild card), por lo tanto ingresan directamente al cuadro principal (WC):
- Stefano Napolitano
- Matteo Berrettini
- Edoardo Eremin
- Giacomo Miccini

Los siguientes jugadores ingresan al cuadro principal tras disputar el cuadro clasificatorio (Q):
- Jesse Witten
- Sebastien Boltz
- Flavio Cipolla
- Ilija Bozoljac

## Campeones

### Individual Masculino
- Mirza Bašić derrotó en la final a  Ričardas Berankis, 6–4, 3–6, 7–6(7–4)

### Dobles Masculino
- Divij Sharan /  Ken Skupski derrotaron en la final a  Ilija Bozoljac /  Flavio Cipolla, 4–6, 7–6(7–3), [10–6]